# Santa Clara (Kalifornia)
Santa Clara város az USA Kalifornia államában, Santa Clara megyében. Lakosainak száma 127 647 fő (2020. április 1.).

## Népesség
A település népességének változása:
| Lakosok száma | 116 468 | 122 192 | 127 647 |
|               | 2010    | 2014    | 2020    |